# Olivier Estoppey
Olivier Estoppey (n. 30 de junio de 1951, cantón de Vaud), es un artista suizo que practica la escultura, el dibujo y el grabado. Su técnica, violentamente expresiva así como la monumentalidad de sus obras caracterizan su trabajo.